# Бриџпорт (Западна Вирџинија)
Бриџпорт (енгл. Bridgeport) град је у америчкој савезној држави Западна Вирџинија.

## Демографија
По попису из 2010. године број становника је 8.149, што је 843 (11,5%) становника више него 2000. године.
| Група             | 2000.         | 2010.         |
| Белци             | 6.998 (95,8%) | 7.667 (94,1%) |
| Афроамериканци    | 91 (1,2%)     | 91 (1,1%)     |
| Азијати           | 77 (1,1%)     | 152 (1,9%)    |
| Хиспаноамериканци | 94 (1,3%)     | 135 (1,7%)    |
| Укупно            | 7.306         | 8.149         |